# Brande kommun
Brande kommun var en kommun i Ringkjøbings amt i västra Danmark, sedan 2007 ingående i Ikast-Brande kommun i Region Midtjylland.